# Maman (singel Louane)
Maman – singel francuskiej piosenkarki Louane, wydany 15 marca 2025 nakładem wytwórni The Island Def Jam Music Group. Kompozycja będzie reprezentować Francję w 69. Konkursie Piosenki Eurowizji (2025).

## Tło i kompozycja
Utwór oddaje hołd matce Louane, która zmarła na nowotwór w 2014 gdy piosenkarka miała 17 lat. W 2015 Louane wydała utwór o tym samym tytule w ramach swojego debiutanckiego albumu Chambre 12, który w 2025 został wycofany z platform streamingowych. Jak stwierdziła piosenkarka: „nowa wersja utworu jest sequelem, po raz pierwszy czuję się dobrze i nowa piosenka powstała właśnie z tego powodu”.

## Konkurs Piosenki Eurowizji
30 sierpnia 2024 francuski nadawca potwierdził swój udział w Konkursie Piosenki Eurowizji 2025. 30 stycznia 2025 stacja ujawniła, że wewnętrznie na reprezentantkę wybrano Louane Emerę. Piosenka została ujawniona 15 marca 2025 podczas turnieju Pucharów Sześciu Narodów.

## Notowania
| Kraj            | Lista (2025)                  | Najwyższa pozycja |
| --------------- | ----------------------------- | ----------------- |
| Austria         | Ö3 Austria Top 40             | 61                |
| Belgia          | Ultratop 50 Singles (Walonia) | 23                |
| Francja         | SNEP                          | 23                |
| Grecja          | IFPI Greece                   | 21                |
| Holandia        | MegaCharts                    | 8                 |
| Litwa           | Singlų Top 100                | 39                |
| Luksemburg      | Billboard                     | 18                |
| Szwajcaria      | Hitparade.ch                  | 13                |
| Szwecja         | Sverigetopplistan             | 78                |
| Wielka Brytania | UK Download Chart             | 72                |
| Wielka Brytania | UK Singles Sales              | 76                |